# Première révolution burkinabé
Pour les articles homonymes, voir Révolution burkinabé.
La première révolution burkinabè (appelée RDP par ses tenants, Révolution démocratique et populaire) couvre, dans l'histoire contemporaine du Burkina Faso la période allant du 4 août 1983 au 15 octobre 1987. Le pays abandonne son nom issu de la colonisation — Haute-Volta — pour celui de Burkina Faso (« le pays des hommes intègres », nom fabriqué à l'aide de deux langues locales). L'hymne national a également été changé.

Armoiries du Burkina Faso 1984-1997, introduites par la révolution sankariste

Le régime révolutionnaire, centralisé et autoritaire, réprime l'opposition, la liberté d'expression et le pluralisme politique, et encadre la société via la surveillance et l'embrigadement de la population par le biais des Comités de défense de la révolution (CDR). Il est incarné par le capitaine Thomas Sankara, qui exerce les fonctions de chef de l'État en tant que président du Faso. Âgé de 33 ans, il est alors le plus jeune président africain à accéder au pouvoir. Malgré son autoritarisme, cet officier progressiste a acquis un statut proche de celui de Che Guevara dans l'imaginaire collectif d'une partie de la population du Burkina Faso et de l'Afrique de l'Ouest, en raison de sa politique de modification en profondeur de la société et de promotion du  rôle de la femme dans celle ci. Il développe une critique des traditions, ciblant plus particulièrement la chefferie, qu'il considère comme en partie responsable de l'exploitation du peuple.

## Prise du pouvoir
En 1980, le colonel Saye Zerbo renverse Sangoulé Lamizana, au pouvoir depuis 14 ans. En 1981, bénéficiant déjà d'une forte popularité, Thomas Sankara devient secrétaire d’État à l’information dans le gouvernement du Comité militaire de redressement pour le progrès national (CMRPN). Il démissionne cependant huit mois plus tard, écrivant à Zerbo : « Engagé à mon corps défendant dans le régime que vous avez instauré depuis le coup d'État du 25 novembre 1980, j'ai régulièrement et constamment exprimé en toute clarté que je me démarque de cette politique. Et ce, parce que la forme de pouvoir pour conduire le ''redressement'' ne pouvait que servir les intérêts d'une minorité ». Il profite de la tenue d'une conférence des ministres africains sur le cinéma pour faire connaître sa position à la population, en déclarant en direct sur les ondes radios et télévisées : « Malheur à ceux qui bâillonnent le peuple [...]. Il n'y a pas de cinéma sans liberté d'expression, et il n'y a pas de liberté d'expression sans liberté tout court ».
Thomas Sankara est arrêté et déporté. Profitant du mécontentement populaire, Yorian Gabriel Somé renverse le gouvernement, soutenu par les officiers réunis autour de Sankara. C'est le médecin Jean-Baptiste Ouédraogo, médecin-commandant, qui est porté chef de l'État, à la tête du Comité de salut du peuple (CSP). Sankara est nommé premier ministre le 10 janvier 1983. Il se démarque à nouveau du régime à plusieurs reprises, dont notamment lors de trois événements : 
- le premier à la conférence de non-alignés à New Dehli en mars, grâce auquel il fait forte impression aurpès des autres dirigeants présents, dont Fidel Castro[2] ;
- le deuxième, lors d'un meeting politique du CSP le 26 mars 1983, où il prononce son discours « Qui sont les ennemis du peuple ? »[5] ;
- le troisième, qui mènera à son arrestation, lors d'un rassemblement sur la place du 3 janvier (en référence à la Révolution de 1960) le 14 mai 1983. Son allocution, « Jeunesse de Haute-Volta, mobilisez-vous »[6], est perçue comme une menace directe envers le pouvoir, car il se montre critique envers le CSP trop complaisant avec « l'ennemi » et appelle la jeunesse à prendre les armes pour s'en débarrasser elle-même.

À cela s'ajoute ses rencontres avec Mouammar Kadhafi, qu'il invitera également à Ouagadougou, ce que la France voit d’un très mauvais œil, tout comme le gouvernement. Limogé le 17 mai, soit trois jours après son appel à la jeunesse, il est mis aux arrêts alors que Guy Penne, conseiller pour l’Afrique de François Mitterrand, rend visite au chef de l'État - ce qui à ses yeux n'est pas une coïncidence. Son ami et camarade Blaise Compaoré rejoint les commandos de Pô, dont il avait pris le commandement après la nomination de Sankara. Des manifestations du Parti afrcain de l’indépendance (PAI) et de l’Union des luttes communistes - reconstruite (ULCR) exigent la libération de Sankara, qui est alors mis en résidence surveillée. Profitant d'une surveillance laxiste, il organise la prise du pouvoir.
Le 4 août 1983, les commandos de Pô descendent sur Ouagadougou, aidés par des civils qui facilitent l’accès et les guides dans la ville. Ouédraogo est destitué, et emprisonné deux ans. Le 9 août, Somé est assassiné. Sankara devient président de la Haute Volta, qu’il rebaptise d’emblée Burkina Faso, ce qui signifie « la patrie des hommes intègres » — Burkina se traduisant par « intégrité, honneur » en mooré et Faso se traduisant par « territoire, terre ou patrie » en dioula,. Il appelle la population à se constituer en Comité de défense de la révolution (CDR).

## La Révolution démocratique et populaire
Si le nouveau régime — issu comme ses prédécesseurs d'un coup d’État, et au cours duquel aucune élection ne sera organisée — n'est pas démocratique, Thomas Sankara croit en la nécessité de bénéficier du soutien populaire, qu'il juge comme la condition nécessaire à l'exercice du pouvoir. Dans ses discours, il appelle constamment le peuple à prendre en main son destin, prônant une politique volontariste par l'exemple, fondée sur l'autosuffisance.
Avec les CDR, Sankara introduit une consultation populaire sur les besoins de la population, permettant la constitution du Plan populaire de développement (PDD), dès octobre 1984, devant être réalisé pour décembre 1985.
Œuvrant contre la corruption, Sankara s'en prend régulièrement aux fonctionnaires et aux politiciens. Il réduit notamment le faste de l'état en remplaçant les véhicules de fonction par des Renault 5. Il obligera également le port des habits traditionnels pour les fonctionnaires, le faso dan fani, ce qui mènera à l'augmentation de la production de coton et permettra à de nombreuses tisserandes d'accéder à l'indépendance économique.
Soucieux de l'égalité de genre, Sankara introduit une journée hebdomadaire lors de laquelle les hommes doivent aller au marché à la place des femmes.
Sankara est également reconnu comme un des dirigeants précurseurs des politiques écologiques. Il introduit le reboisement de zones en cours de désertification et lutte contre les feux de brousse. Il s'active également pour la propreté de l'eau, afin de la rendre propre à la consommation et éviter les pollutions d'espaces naturels.
Tout cela n'aurait pas été possible dans un soutien massif de la population, qu'il incite à travailler, entreprenant des chantiers d'envergures : puits, barrages, chemins de fer, routes... Par cette politique volontariste, expérimenter au début de son mandat de premier ministre, il souhaite que le peuple prenne conscience de sa capacité à changer les choses et être acteur de son destin, ce qu'il rappelle dans nombre de ses discours. Il introduit également l'effort populaire d'investissement (EPI) pour permettre de financer ces travaux, refusant de se plier aux exigences des instutitons monétaires internationales. L'EPI se caractérise par une ponction de 5 à 12% sur les salaires, compensée par la gratuité des logement décrêtée pour une année.
Cette politique ambitieuse qui représentait alors un revirement fort par rapport aux 23 années de néocolonialisme est critiquée sur certains points, comme sur les excès des TPR ou le rapport parfois conflictuel aux syndicats, dont les CDR ont tenté de prendre le contrôle.

### Idéologie
Le recours fréquent par Thomas Sankara à la notion de « peuple » a été critiqué comme une forme de populisme. Mais pour Sankara, « le peuple, c'est concret » déclare-t-il dans son discours de janvier 1983 à l'attention des membres du gouvernement, lors de la cérémonie de son accession au poste de premier ministre. Il intègre dans le peuple les acteurs participant à la vie du pays (ouvriers, paysans, artisans, étudiants, artistes, ...), démocrates et patriotes, et en exclu tous ceux qui, selon lui, « ne pensent qu'à exploiter et à s'allier à ceux qui exploitent ». Le « Discours d'orientation politique », rédigé majoritairement par Philippe Ouédraogo (ULCR) et Valère Somé (PAI) et diffusé à la radio le 2 octobre 1983, précise encore un peu plus la définition du peuple, dans un vocabulaire marxiste. Sont ainsi exclu du peuple la bourgeoisie voltaïque (d'État, commerçante, moyenne) et les forces rétrogrades tirant leur pouvoir des structures traditionnelles de type féodal (soit, la chefferie). « En dehors des classes et couches sociales réactionnaires et antirévolutionnaires ci-dessus énumérées, le reste de la population constitue le peuple voltaïque », c'est-à-dire la classe ouvrière voltaïque, la petite bourgeoisie (petits commerçants et intellectuels petits bourgeois) et la paysannerie.
Dans le discours de janvier 1983, il répète inlassablement ce qui sera son mot d'ordre lors de sa présidence : le gouvernement doit servir le peuple, rappelant que « nous ne devons pas tenir le peuple en respect, mais réserver tout le respect au peuple ».

## Autoritarisme
Le nouveau régime révolutionnaire prend rapidement la forme d'un état centralisé et autoritaire, Thomas Sankara menant une politique « à marche forcée ». L'opposition est réprimée, tout comme la liberté d'expression. Les partis politiques, les syndicats et la presse d'opposition sont interdits, et leur membres font l'objet d'arrestations,. Les grèves d'enseignant opposés au réformes sont réprimées par des licenciements massifs de fonctionnaires, et l'opposition syndicale par des arrestations et des exécutions sommaires,.
Le gouvernement met en place un encadrement et un contrôle permanent de la population via les Comités de défense de la révolution (CDR). Présents à tous les niveaux de la société, ces derniers surveillent, encadrent et mobilisent la population. En l'absence de contre-pouvoirs, ils cèdent fréquemment à l'arbitraire et se comportent en milices au service d'intérêts personnels. La jeunesse est embrigadée au sein des Pionniers de la révolution, une organisation de jeunesse destinée à porter les idéaux sankaristes. La délation, le trafic d’influence et la répression dans ces échelons locaux permettent d'instaurer un contrôle du climat social, au détriment des libertés individuelles,,.
Les CDR mettent ainsi en place des tribunaux afin de juger les fonctionnaires et les adversaires du régime lors de procès publics, développant une peur des comités qui dissuade la contestation populaire. Sankara introduit en effet les Tribunaux populaires de la révolution, qui permettent à des ouvriers et des paysans burkinabès de participer aux procès des criminel, tels que les membres du gouvernement précédent comme Zerbo, les « ouvriers paresseux » et les contre-révolutionnaires. Sankara reconnaît lui-même que dans de nombreux cas, les TPR ont d'abord servis à régler des litiges personnels plutôt que de rendre une justice révolutionnaire.
De nombreux agents de l'État accusés, à tort ou à raison, de manquer à leur devoir sont licenciés. L'artisanat local des tisserands est promu au point d'obliger les fonctionnaires de se vêtir d'habits traditionnels. La promotion du rôle des femmes dans la société suscite l'opposition des chefs traditionnels et coutumiers, encore très influent dans la société burkinabé. L’État réagit à cette autorité concurrente en écartant ou en bannissant ses membres les plus influents.

## Postérité de la révolution

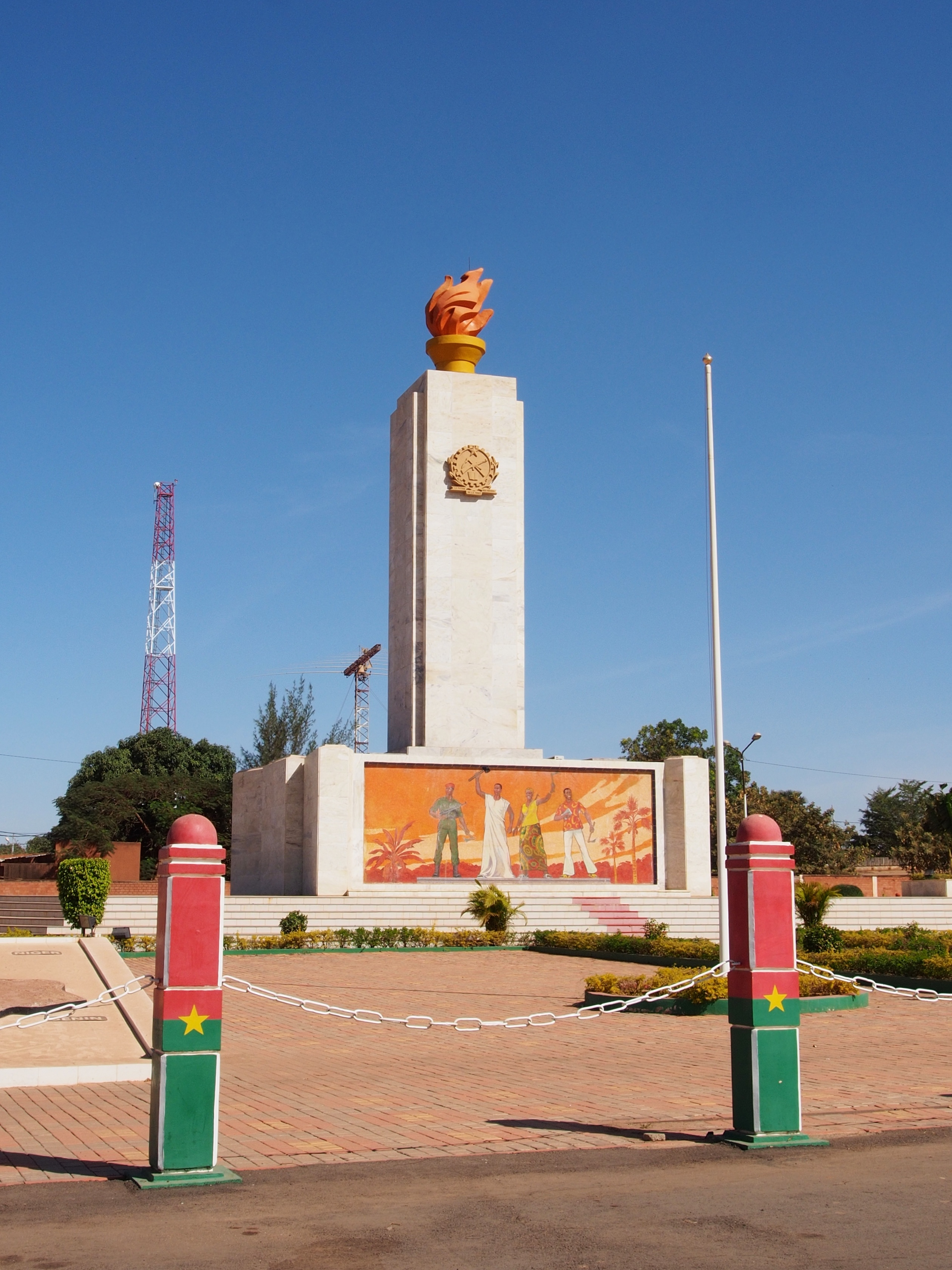
Le Flambeau de la Révolution inauguré le 1^{er} août 1986 par Thomas Sankara, sur la place de la Révolution à Ouagadougou.

Bien que la période révolutionnaire se soit achevée le 15 octobre 1987 lors de l'assassinat de Thomas Sankara par les hommes de son ancien camarade révolutionnaire, le capitaine Blaise Compaoré, son héritage reste vivace au Burkina Faso. On relève notamment un nombre important d'organisations sankaristes actives au Burkina Faso, qui ont d'ailleurs jouer un rôle central dans la seconde révolution burkinabè.